# Глотковий нерв
Горлова гілка (r. pharyngeus), яка разом з гілками язиково-горлового нерва (rami nervi glossopharyngei) і завузловими симпатичного стовбура (truncus simpathicus) утворює горлове сплетення (plexus pharyngeus). Зокрема по симпатичних гілках передається команда на пригнічення виділення секрету залозами слизової оболонки горла. Горлова гілка що складається з рухових волокон, іннервує: -верхній та середні м'язи звужувачі горла; -м'язи м'якого піднебіння (за винятком м'яз натягувач піднебінної завіски)
| Череп | Це незавершена стаття з анатомії. Ви можете допомогти проєкту, виправивши або дописавши її. |